# Emil Hessler
Gustaf Emil Hessler, född 23 februari 1873 i  Svea livgardes församling, Stockholm, död 26 juli 1953 i Oskars församling, Stockholm, var en svensk musikpedagog.
Hessler var från 1894 klarinettist i hovkapellet, 1904–1926 musikdirektör vid Svea Livgarde och från 1905 lärare i klarinettspel vid Kungliga musikkonservatoriet, där han 1928 erhöll professors titel. Hessler blev riddare av Vasaorden 1923. År 1926 tilldelades han Litteris et Artibus.